# Sarila
Sarila là một thị xã và là một nagar panchayat của quận Hamirpur thuộc bang Uttar Pradesh, Ấn Độ.

## Địa lý
Sarila có vị trí 25°46′B 79°41′Đ / 25,77°B 79,68°Đ Nó có độ cao trung bình là 129 mét (423 feet).

## Nhân khẩu
Theo điều tra dân số năm 2001 của Ấn Độ, Sarila có dân số 7858 người. Phái nam chiếm 53% tổng số dân và phái nữ chiếm 47%. Sarila có tỷ lệ 49% biết đọc biết viết, thấp hơn tỷ lệ trung bình toàn quốc là 59,5%: tỷ lệ cho phái nam là 64%, và tỷ lệ cho phái nữ là 33%. Tại Sarila, 17% dân số nhỏ hơn 6 tuổi.